# Hunderttausend Milliarden Gedichte
Hunderttausend Milliarden Gedichte (französisch Cent Mille Milliards de Poèmes) ist ein experimentelles Ensemble von zehn Sonetten, das 1961 von Raymond Queneau publiziert wurde. Sonette haben vierzehn Zeilen. Die Sonette dieses Werkes reimen sich nach dem Schema abab abab ccd eed. Das Besondere an diesen Sonetten von Raymond Queneau ist, dass in allen zehn Sonetten die a, b, c usw. des Reim-Schemas für dieselben Zeilenendungen stehen, d. h., alle zehn Sonette sind nach demselben Reimschema gebaut, nicht nur insofern sie Sonette sind, sondern auch insofern sie alle zehn in den entsprechenden Versen immer übereinstimmende Endungen haben. Dadurch ergibt jede beliebige 1. Zeile (aus den zehn 1. Zeilen) mit jeder beliebigen 2. Zeile (aus den zehn 2. Zeilen) kombiniert mit jeder beliebigen 3. Zeile (aus den zehn 3. Zeilen) usw. usf., bis zu einer beliebigen 14. Zeile (aus den zehn 14. Zeilen) wieder ein (bezüglich des ganzen Reimschemas) korrekt geformtes Sonett. Das ergibt 10 · 10 · 10 · … · 10 = 1014 (= 100.000.000.000.000 = hundert Billionen = hunderttausend Milliarden) Möglichkeiten – daher der Titel. Die einzelnen Verse sind Alexandriner.
Diese Cent Mille Milliards de Poèmes erschienen erstmals am 7. Juli 1961 bei dem französischen Verlag Éditions Gallimard. Das Buch ist in Form eines Klappbuches gedruckt, d. h., es besteht aus extra starkem Papier, und die zehn Seiten mit den Sonetten sind zeilenweise in Streifen geschnitten mit etwas Abstand zwischen den Zeilen, damit der Leser die Zeilen bequem einzeln umblättern und gemäß der Komposition kombinieren kann.
Literaturgeschichtlich gehört dieses Werk zur potentiellen Literatur. Queneau arbeitete über Jahre mit verschiedenen Interessierten an ähnlichen Vorhaben in der Gruppe Oulipo.
Eine Nach-Dichtung beziehungsweise Nach-Komposition dieser Gedichte in deutscher Sprache von Ludwig Harig ist 1984 im Verlag Zweitausendeins unter dem Titel Hunderttausend Milliarden Gedichte erschienen (ebenfalls als Klappbuch) in der Buchgestaltung von Hannes Jähn. In englischer Sprache gibt es zwei Übersetzungen bzw. Nach-Dichtungen: eine von John Crombie und Stanley Chapman und eine von Beverley Charles Rowe.
Wenn man bei eingehender Lektüre nach den zehn Einzelsonetten sich immer wieder andere Kombinationen zusammenstellt und liest, stellen sich manchmal überraschende neue Eindrücke ein, manchmal auch ein Gefühl des Déjà-vu oder der Langeweile, weil man jede einzelne Zeile schon mindestens einmal gelesen hat, einige auch schon mehrmals. Alle möglichen Sonettkombinationen zu lesen würde bei einer Lesezeit von jeweils 30 Sekunden ohne Pausen rund 95 Millionen Jahre dauern.

## Ausgaben
- Raymond Queneau: Cent mille milliards de poèmes. Gallimard, Paris 1961, ISBN 2-07010467-2.
- Raymond Queneau: Hunderttausend Milliarden Gedichte. Aus dem Französischen übertragen von Ludwig Harig. Zweitausendeins, Frankfurt a. M. 1984.
- Raymond Queneau: Hunderttausend Milliarden Gedichte. Aus dem Französischen übertragen von Ludwig Harig. In: ad libitum. Nr. 12. Sammlung Zerstreuung. Volk und Welt, Berlin (DDR) 1989.